# Fannia indica
Fannia indica är en tvåvingeart som beskrevs av Chillcott 1961. Fannia indica ingår i släktet Fannia och familjen takdansflugor. Inga underarter finns listade i Catalogue of Life.